# Red Team Défense
En France, la Red Team Défense est un programme classifié de l'Agence de l'innovation de défense conduit avec l'État-major des armées, la Direction générale de l’armement et la Direction générale des Relations internationales et de la Stratégie. Ce programme vise à mettre en relation des auteurs, dessinateurs et scénaristes de science-fiction, avec des experts scientifiques et militaires pour imaginer les menaces futures visant la France ou ses intérêts. Le marché public pour la mise en œuvre de cette initiative (constitution des équipes, animation, restitution des travaux) a été attribué à l'université Paris Sciences et Lettres pour environ 2 millions d'euros.

## Historique
Le 11 juillet 2019, l'Agence de l’innovation de défense publie un document d'orientation nommé Imaginer l’au-delà, actant la création d'une Red Team Défense définie comme « une cellule de 4 à 5 personnes, chargée de proposer des scénarios de disruption » et ayant pour objectif « d’orienter les efforts d’innovation en imaginant et en réfléchissant à des solutions permettant de se doter de capacités disruptives ou de s’en prémunir ».
En octobre 2020, l'université Paris Sciences et Lettres se voit attribuer le marché pour constituer la Red Team Défense pour une durée de 4 saisons.
Le 4 décembre 2020, les noms des écrivains et scientifiques engagés sont dévoilés à l'occasion du Forum innovation défense. Le 10 décembre 2020, les deux premiers scénarios sont dévoilés. Leurs sujets sont la création d'un ascenseur spatial guyanais, l'émergence d'une nation pirate et une attaque sur Kourou en 2042. Ces scénarios sont disponibles sur le site internet officiel de la Red Team.
En juillet 2021, ce sont deux nouveaux scénarios, résultant de la saison 1, qui sont présentés : « Chronique d'une mort culturelle annoncée » et « La Sublime Porte s'ouvre à nouveau ».
En novembre 2021, à l'occasion d'un Forum innovation défense, il est mentionné que le travail des auteurs de science-fiction de la Red Team ont provoqué des modifications du futur porte-avion nucléaire français.
Les scénarios de la saison 2 sont présentés en juin 2022.

## Équipes
La Red Team Défense se décompose en deux équipes : la première, nommée Team Création, a pour mission d'imaginer les menaces futures visant la France ou ses intérêts ; la deuxième, Team Design contribue à la restitution des scénarios produits par la Team Création, sous la forme de divers artefacts.

### Team Création
Partage pour la création des scénarios de la Saison 0 (2020) :
- Scénario P-Nation
  - Laurent Genefort, auteur
  - Romain Lucazeau, auteur
  - Capitaine Numericus, autrice
  - Virginie Tournay, autrice

- Scénario Barbaresques 3.0
  - DOA, auteur
  - Xavier Dorison, auteur
  - Xavier Mauméjean, auteur

### Team Design
- Jeanne Bregeon, designeuse,
- François Schuiten, dessinateur,
- Hermès, scénariste
- Saran Diakité Kaba, designeuse.

## Les scénarios présentés
Les scénarios sont rendus publics sur le site de la Red Team.
- Saison 0 (2020)
  - P-Nation - Thèmes : Nation Pirate et Ascenseur spatial Guyanais
  - Barbaresques 3.0 - Thème: Les nouveaux pirates

- Saison 1 (2021)
  - Chronique d'une mort culturelle annoncée - Thèmes : "safe sphères", chaos climatique et alerte sanitaire
  - La Sublime Porte s'ouvre à nouveau - Thème: Hyperforteresses

- Saison 2 (2022)
  - Guerre écosystémique : Les manipulations biologiques aboutissent à des effets incontrôlables et à la création de zones vertes mortifères. Mais qu'est-ce qu'une guerre quand l'ennemi et l'environnement ne font plus qu'un ?
  - Après la nuit carbonique : La catastrophe écologique de la nuit carbonique a changé le monde et économiser l'énergie est devenu un enjeu autant qu'un impératif… jusque dans la guerre elle-même.

- Saison 3 (2023)
  - La Ruée vers l'espace
  - Face à l'hydre